# Rudolf Abramowski
Rudolf Abramowski (* 15. Mai 1900; † Anfang März 1945 während der Deportation in den Ural) war ein deutscher evangelischer Theologe und Orientalist.
Nach seinem Theologiestudium in Königsberg in Ostpreußen, das er 1928 mit der Promotion über den Tritojesaja abschloss, war er bis 1939 Pfarrer der deutschen reformierten Kirche in Riga und zugleich Dozent für Altes Testament und Orientalistik am dortigen Herder-Institut. Nach der Umsiedlung der deutschen Balten 1939 war er Pfarrer in Lyck (Ostpreußen).
Neben dem Pfarramt und der Lehrtätigkeit verfasste er zahlreiche wissenschaftliche Arbeiten zu seinem Arbeitsfeld. Bei Kriegsende geriet er in Gefangenschaft und wurde zur Zwangsarbeit deportiert, wo er Anfang März 1945 verstarb.
Seine Tochter war die Kirchenhistorikerin Luise Abramowski (1928–2014).

## Werke (Auswahl)
- Das Buch des betenden Volkes. Der Psalmen erster Teil; für Freunde und Verächter der Bibel (Die Botschaft des alten Testaments, Bd. 14). Calwer Vereinsbuchhandlung, Stuttgart 1938.

- Das Buch des betenden Gottesknechts. Der Psalmen zweiter Teil; für Freunde und Verächter der Bibel, Calwer Vereinsbuchhandlung, Stuttgart 1939 (Die Botschaft des alten Testaments, Band 15).

- Dionysius von Tellmahre, jakobitischer Patriarch von 818 - 845. Zur Geschichte der Kirche unter dem Islam, Brockhaus, Leipzig 1940 (Abhandlungen für die Kunde des Morgenlandes, Band 25,2).

## Schriftenverzeichnis
- Hanns Christof Brennecke: Bibliographie Rudolf Abramowski. In: Logos, Festschrift für Luise Abramowski. Walter de Gruyter, Berlin 1993, S. 634–640.

| Personendaten    | Personendaten                                    |
| ---------------- | ------------------------------------------------ |
| NAME             | Abramowski, Rudolf                               |
| KURZBESCHREIBUNG | deutscher evangelischer Theologe und Orientalist |
| GEBURTSDATUM     | 15. Mai 1900                                     |
| STERBEDATUM      | März 1945                                        |